# 向田本町
向田本町（むこうだほんまち）は、鹿児島県薩摩川内市の町。旧川内市向田本町。郵便番号は895-0021。人口は226人、世帯数は133世帯（2020年10月1日現在）。向田本町の全域で住居表示を実施している。

## 地理
薩摩川内市の本土側の西部、薩摩川内市街地の中央部に位置している。字域の北方には川内川が東西に流れており、それを境に大小路町、南方には東向田町、西方には西向田町、東開聞町、東方には川内川支流春田川を境に白和町、横馬場町にそれぞれ接している。
字域の中央部を「向田本町」の名称の由来となる薩摩川内市道向田通り線（本町通り）が南北に通っている。この通りの沿線には仲町、十文字、下町（御仮屋馬場）の3商店街が連なっている。また、中央部で鹿児島県道394号山崎川内線と交差している。

### 町名の由来
向田本町という町名のうち「向田」は1965年（昭和40年）に分割される以前に属していた向田町の向田、「本町」は区域内を南北に通る本町通りに由来している。

### 河川
- 川内川 - 字域の北端部を東西に流れる一級河川。
- 春田川 - 向田本町と白和町、横馬場町の境を流れる平佐町を源流とする川内川の支流。

## 歴史

### 前史
江戸時代頃より向田本町の区域は開けており、藩政時代は地頭仮屋や別当館が置かれていたことから、川内地方の中心地になっていた。また、川内川にあった河港渡唐口は物資の集散所となっていた。明治10年頃までは付近は東手村に含まれていたが、明治10年ごろに東手村より向田町として分立した。1889年（明治22年）に町村制が施行されたのに伴い、向田町は再び東手に編入され、隈之城村の大字東手の区域となった。
向田町はその後東手の区域に含まれ、隈之城村は1929年（昭和4年）に平佐村と東水引村と合併し、川内町となった。その後1940年（昭和15年）に川内町が市制施行し、川内市となったのと同時に大字東手から分割され、再び向田町が設置された。

### 分割実施以後
1965年（昭和40年）4月1日に向田町の一部の区域において住居表示に関する法律に基づき街区方式による住居表示が実施されることとなった。それに伴い同日付で町名・地番の変更が行われ川内市向田町の一部より分割され、川内市の町名「向田本町」が設置された。
2004年（平成16年）10月12日に川内市、東郷町、入来町、祁答院町、樋脇町、下甑村、上甑村、鹿島村、里村が新設合併し薩摩川内市が設置された。この市町村合併に伴い設置された法定合併協議会において川内市の町・字については「現行通りとする。」と協定されたため、名称の変更は行われずに薩摩川内市の町となった。

### 町域の変遷
| 変更後           | 変更年             | 変更後         |
| ---------------- | ------------------ | -------------- |
| 向田本町（新設） | 1965年（昭和40年） | 向田町（一部） |

## 人口
以下の表は国勢調査による小地域集計が開始された1995年以降の人口の推移である。
| 年                 | 人口 |
| ------------------ | ---- |
| 1995年（平成7年）  | 447  |
| 2000年（平成12年） | 372  |
| 2005年（平成17年） | 290  |
| 2010年（平成22年） | 287  |
| 2015年（平成27年） | 240  |
| 2020年（令和2年）  | 226  |

## 施設

### 寺社
- 光永寺

### 商業
- 川内山形屋向田本町別館

## 小・中学校の学区
市立小・中学校に通う場合、学区（校区）は以下の通りとなる。
| 町丁     | 番地 | 小学校                 | 中学校                     |
| -------- | ---- | ---------------------- | -------------------------- |
| 向田本町 | 全域 | 薩摩川内市立川内小学校 | 薩摩川内市立川内中央中学校 |

## 交通

### 鉄道
字域内には鉄道は通っていない。最寄り駅は川内駅である。

### 道路
一般国道
- 国道3号

一般県道
- 鹿児島県道394号山崎川内線